# Cuéllar
Cuéllar es un municipio y villa española de la provincia de Segovia, en la comunidad autónoma de Castilla y León. La ciudad está situada al noroeste de la provincia y a medio camino entre las ciudades de Segovia y Valladolid, a 60 km y 50 km respectivamente. Es cabeza del partido judicial de Cuéllar, uno de los cinco en los que se divide la provincia, así como de la Comunidad de Villa y Tierra de Cuéllar; pertenece además a la comarca natural Tierra de Pinares.
Se asienta en el límite donde confinan las provincias de Segovia y Valladolid, sobre una llanura atravesada de este a oeste por el río Cega y delimitada al otro extremo por una gran cortada paralela al mismo y al norte, que divide el término municipal.
Debido a su carácter de villa medieval, fue declarada conjunto histórico, y posee un amplio patrimonio en el que destaca su castillo medieval, su triple recinto amurallado, uno de los más importantes y mejor conservados de la comunidad autónoma, el conjunto de arquitectura mudéjar más amplio de la misma y diversidad de iglesias, monasterios y otros edificios históricos. Dentro de las festividades que celebra se encuentran los encierros de Cuéllar, declarados de Interés Turístico Internacional y considerados los encierros más antiguos de España, con origen en el siglo XIII.

## Toponimia
| Año  | Nombre   |
| ---- | -------- |
| 1093 | Quellar  |
| 1136 | Colar    |
| 1184 | Collar   |
| 1210 | Collaram |
| 1215 | Colara   |
| 1252 | Cuellar  |
| 1260 | Collite  |
| 1272 | Collara  |
| 1363 | Collare  |
| 1400 | Cuéllar  |

Se especula con varias hipótesis acerca del origen del nombre de "Cuéllar" y su significado. El primer autor que escribió sobre ello fue el historiador Diego de Colmenares, que atribuyó a Cuéllar ser la famosa ciudad romana de Colenda por la semejanza de vocablos, teoría que también sostuvo Federico Wattenberg en su obra, al igual que lo hicieron Madoz, Piferrer, y Somorrostro. No parece tener mucha veracidad esta atribución, pues está basada en la semejanza del nombre, sin haber investigado otros aspectos. Por otro lado, tampoco se han localizado hasta el momento restos romanos en la villa, lo que hace más improbable que el nombre de Cuéllar derive del de Colenda y con ello pueda atribuirse la identidad de esa ciudad a este municipio.
El profesor Ángel de los Ríos apuntó que Cuéllar tuviera que ver con el vocablo latino equus (caballo), teoría apoyada por el historiador Trasierra, recordando la mención de Cuéllar que hacen algunos documentos medievales denominándole Equellar. Aun así, tampoco parece posible una transformación tan importante, en la que el nombre debería haber perdido la e de equus y el surgimiento del diptongo ue y la doble ele.
Por último, Sánchez Albornoz afirma que el nombre de Cuéllar es de origen latino, y Menéndez Pidal apoya esta hipótesis, considerando Cuéllar una palabra románica, deduciendo así que el vocablo estaría formado por la raíz collis (colinas) y el sufijo -ara (abundante), con pérdida de la vocal final, algo tan común. Analizando las variantes etimológicas de Cuéllar, y teniendo en cuenta la topografía de la villa, que se levanta en el declive de varias colinas, quizá sea la hipótesis más acertada sobre el significado de la palabra Cuéllar, por lo que el topónimo Cuéllar tendría como significado lugar de abundantes colinas. Curiosamente el emplazamiento de la localidad de Cuéllar de la Sierra (Soria) coincide topográficamente con este, pues se levanta a los pies del cerro de San Juan, en un terreno irregular salpicado de lomas.

## Geografía

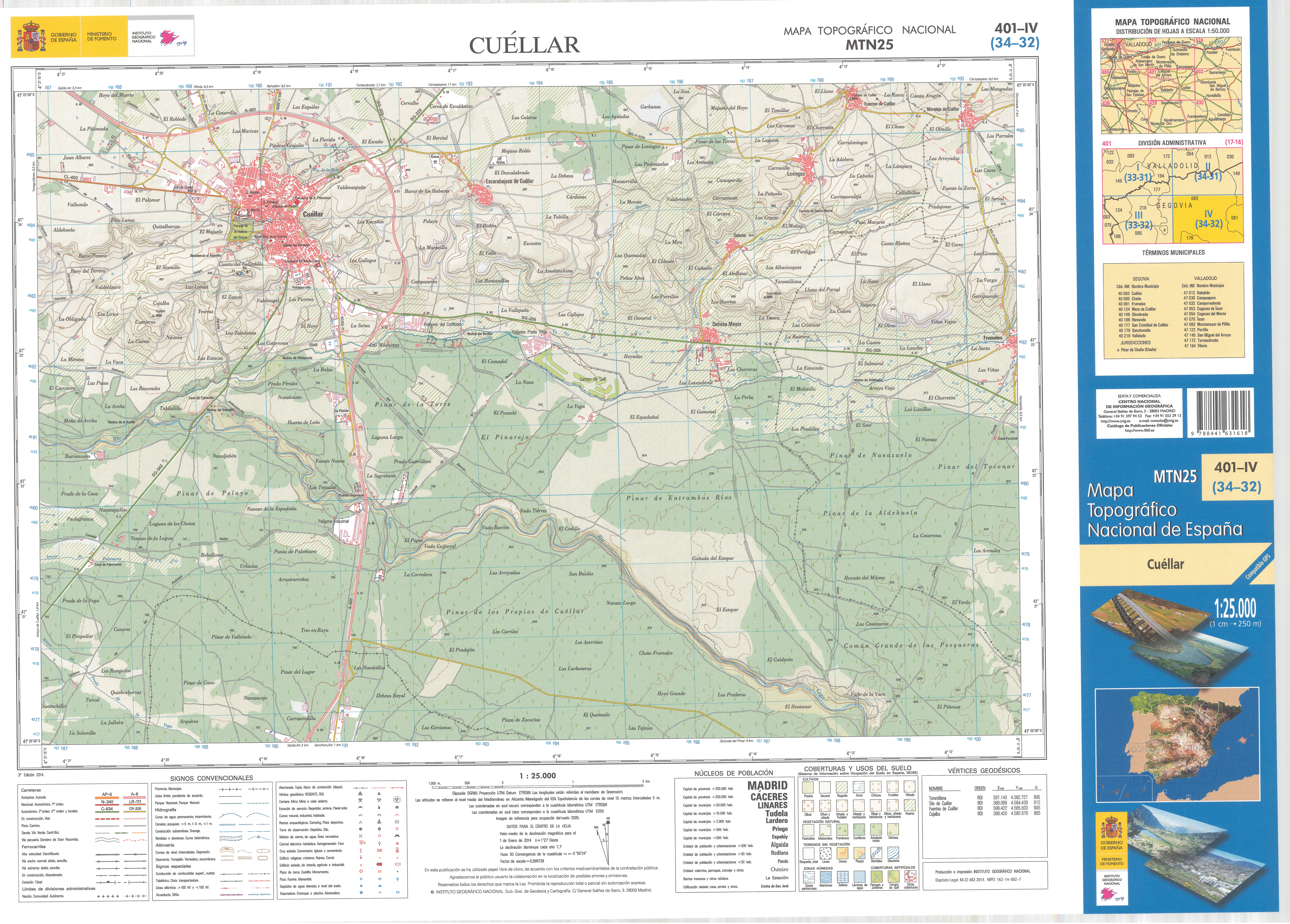
Fragmento de la hoja 401 del Mapa Topográfico Nacional de España de 2014 en el que se representa Cuéllar

La villa de Cuéllar se encuentra situada en plena comarca natural Tierra de Pinares, en el límite de la provincia de Segovia, a su encuentro con el de la provincia de Valladolid, y dista de ambas capitales 60 km y 50 km respectivamente. Limita al norte con Bahabón, Campaspero, Torrescárcela y Viloria, todos de la provincia de Valladolid; al oeste con Chañe, Arroyo de Cuéllar, Samboal, San Cristóbal de Cuéllar y Vallelado; al sur con Gomezserracín, Pinarejos, Samboal, San Martín y Mudrián y Sanchonuño y al este con Frumales y Olombrada, todos ellos de la provincia de Segovia. Sus coordenadas exactas son 41°24′10″N 4°19′12″O / 41.40278, -4.32000, y se encuentra a 857,93 m sobre el nivel del mar.
Desde 2008, su término municipal que abarcaba una superficie de 272,4 km², se incrementó en 74,46 km² porque la Junta de Castilla y León reconoció a la villa la titularidad del monte llamado Común Grande de las Pegueras, y determinó que correspondía al término municipal de Cuéllar. Por lo demás, limita con los términos municipales de San Cristóbal de Cuéllar, Viloria, (Valladolid), Torrescárcela (Valladolid), Bahabón (Valladolid), Campaspero (Valladolid), Vallelado, Chañe,Samboal, Olombrada, Frumales, Hontalbilla, Lastras de Cuéllar, San Martín y Mudrián, Pinarejos, Gomezserracín, Sanchonuño y Zarzuela del Pinar.
Como es habitual en tantos lugares del centro de la meseta Norte, presenta una topografía suave, salvo en la gran cortada que delimita su término municipal junto con el río Cega, donde puede haber pendientes que superan el 20 %. Geológicamente hablando se pueden distinguir tres zonas: áreas originadas en el Cuaternario, que son terrenos arenosos ocupadas por una frondosa vegetación; un área originada en el Mioceno de tierras predominantemente arcillosas; y un tercer área formada en el Plioceno, que alterna con los terrenos del Mioceno.

### Clima

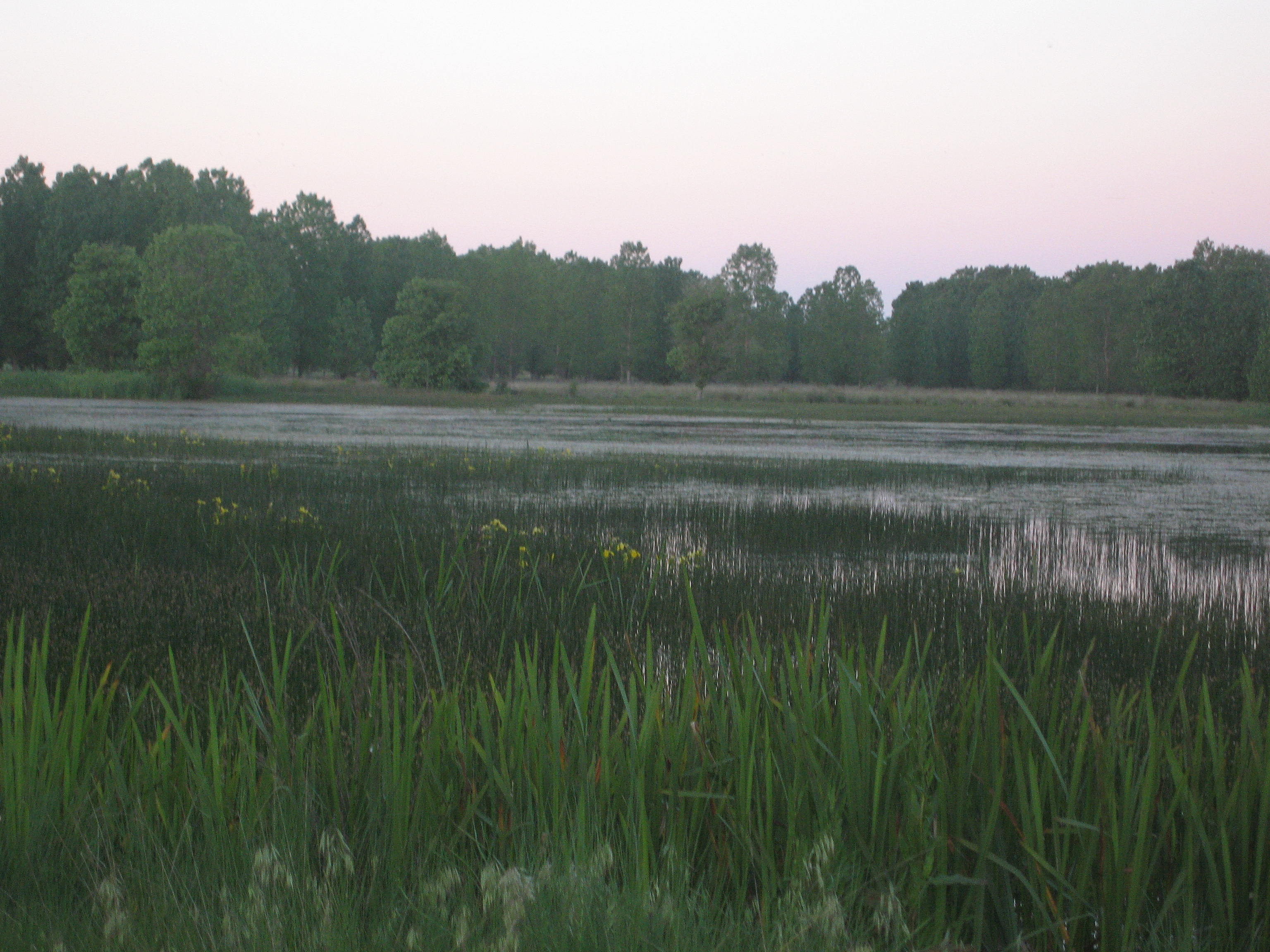
El Espadañal

Tiene un típico clima castellano, esto es, mediterráneo continental, de veranos no muy calurosos e inviernos fríos y largos, clima muy parecido al de localidades como próximas como son Burgos, Briviesca o Burgo de Osma. En Cuéllar, los veranos son cortos, calurosos, secos y mayormente despejados y los inviernos son muy fríos y parcialmente nublados. Durante el transcurso del año, la temperatura generalmente varía de 0 °C a 29 °C y rara vez baja a menos de -4 °C o sube a más de 34 °C. El periodo de cultivo en Cuéllar normalmente dura 6,8 meses (209 días), desde aproximadamente el 14 de abril hasta aproximadamente el 8 de noviembre, rara vez comienza antes del 22 de marzo o después del 6 de mayo y rara vez se termina antes del 18 de octubre o después del 6 de diciembre.

### Comunicaciones
Por el término de Cuéllar pasa la Autovía de Pinares Valladolid-Segovia, con 3 salidas en los puntos kilométricos 50, 53 y 55.

## Historia

### Prehistoria
Se tiene conocimiento de asentamientos en la zona durante el periodo de la Edad de Hierro gracias a los yacimientos encontrados en la parte alta (un poblado) y en la parte de las Erijuelas de San Andrés (una necrópolis). El historiador español del siglo XVI, Diego de Colmenares, relacionó esta villa con la antigua Colenda de los romanos, pero es una tesis que otros historiadores rechazan. No se han localizado vestigios romanos.

### Edad Media
La primera repoblación medieval fue llevada a cabo después de la batalla de Simancas (939), sin que pueda precisarse el año ni su repoblador. Su vida fue efímera, pues perteneciendo al condado de Castilla, fue arrasada por el caudillo Almanzor en el año 977, trasladando a Al-Ándalus a sus habitantes como esclavos. Más de un siglo después tuvo lugar la segunda y definitiva repoblación, producto del movimiento repoblador llevado a cabo por Alfonso VI de León, y encomendada al magnate Pedro Ansúrez, tal y como recogen el Chronicón de don Pelayo y El conde Lucanor. Su fundación siguió el modelo de las Comunidades de Villa y Tierra, surgiendo tras la misma la Comunidad de Villa y Tierra de Cuéllar; actuó por primera vez como concilium en 1147, y el rey Alfonso VIII de Castilla celebró las Cortes de Castilla en Cuéllar en 1184.
El buen nivel económico conseguido al final del reinado de Fernando III de Castilla y muy especialmente durante el de su hijo Alfonso X el Sabio, la convirtieron en una de las poblaciones más importantes de la meseta del Duero. El rey Alfonso, quien mostró una profunda predilección por la villa, implantó en ella un importante emporio ganadero que, junto a las exenciones que hizo en su Fuero Real (1256) confortaron una próspera economía derivada de la producción lanera, exportada ya desde el siglo XII a los telares flamencos utilizando los puertos del Cantábrico. Su hijo Sancho IV de Castilla frecuentó la villa como coto de caza y la mujer de este hizo de ella su baluarte a la muerte del rey. En el castillo de Cuéllar celebró María de Molina las Cortes de 1297 y permaneció refugiada ante el peligro de quienes intentaron arrebatar la Corona de Castilla al futuro Fernando IV de Castilla.
En la primavera de 1354 la iglesia de San Martín fue el escenario del matrimonio entre Pedro I de Castilla y Juana de Castro. Tras su asesinato y la proclamación como nuevo rey de Enrique II de Castilla, la villa pasó a manos de la Corona, pues pertenecía por herencia a su esposa, Juana Manuel de Villena. Posteriormente fue heredada por Juan I de Castilla, quien la visitó con frecuencia, y en ella se encontraba cuando en 1382 la reina Leonor de Aragón falleció de sobreparto, entregándosela un año después en arras a su nueva mujer, Beatriz de Portugal. Meses antes de morir el rey, concedió las ferias de Cuéllar con los mismos privilegios que las de Valladolid. Durante el señorío de la villa por parte de Fernando I de Aragón, sus habitantes acudieron a la conquista de Antequera comandados por Fernán Velázquez de Cuéllar, su canciller mayor, y su producción lanar pasó de los telares flamencos a los catalanes.
El señorío de Cuéllar fue entregado en 1444 al valido de Juan II de Castilla, el condestable Álvaro de Luna, quien ostentó la villa hasta que fue decapitado en Valladolid por la gran ofensiva de parte de sus opositores en la Corte. Tras su muerte, pasó la villa a manos de la princesa Isabel. El nuevo monarca Enrique IV de Castilla celebró las primeras Cortes de su reinado en la villa, y se la compró a su hermanastra por 200 000 doblas de la banda en concepto de dote para entregársela a su valido Beltrán de la Cueva, duque de Alburquerque y gran maestre de la Orden de Santiago en 1464. El nuevo señor reforzó y amplió su recinto amurallado y castillo ante las posteriores amenazas de la reina Isabel, quien quiso a toda costa recuperar su posesión.

### Edad Moderna
Cuéllar entre los siglos XVI y XVII, ya con los duques de Albuquerque, tuvo una época de relativa bonanza de la economía de la zona, principalmente agropecuaria y maderera. Además, fue una época en la que las instituciones de beneficencia y de mecenazgo se fomentaron gracias a los propios duques, quienes realizaron reformas en el Castillo, así como erigir el convento-monasterio de San Francisco como su panteón ducal; por otra parte, nobles de la aristocracia concejil como los Rojas, los Daza, los Herrera y los Velázquez de Cuéllar, erigieron sus propias capillas y obras pías en iglesias como la Magdalena, San Miguel o San Francisco. 
Así mismo, numerosos cuellaranos partirán a las Indias como: Antonio de Cuéllar que ira con Colón en su primer viaje, Juan de Grijalva, los Rojas o Diego Velázquez, que será gobernador de Cuba y Adelantado Mayor, encargado de la empresa de Hernán Cortés. Durante el siglo XVII Cuéllar experimentó un gran retroceso y decadencia, lo mismo que ocurrió en casi todas las antiguas villas que fueron sede y refugio de los reyes antes de que estos se inclinaran por una sola ciudad (Madrid), donde residía la Corte. En el siglo XVIII y gracias a las normas dictadas por Carlos III para el reparto de tierras concejiles, la ciudad se recuperó social y económicamente. Más tarde, el paso de los franceses en los años 1808 y 1809 supuso una funesta situación. Fueron saqueados los templos y sus tesoros y expoliada toda riqueza, como la colección de joyas históricas y de armas que se guardaba en el castillo.

### Edad Contemporánea

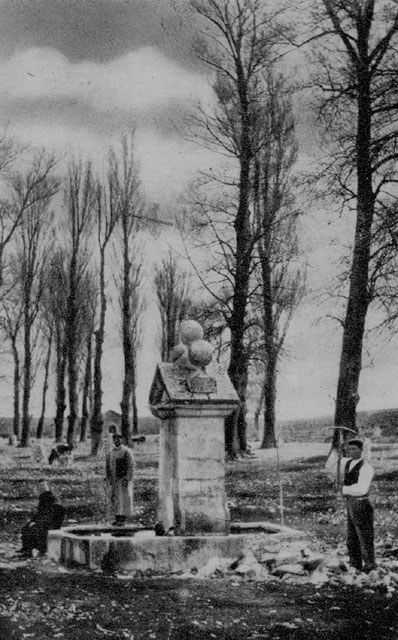
Fuente de San Antonio en Cuéllar

Después de la guerra civil española el castillo se destinó a cárcel de presos políticos. Pasados unos años fue sede de un sanatorio para tuberculosos y más tarde volvió a ser cárcel de presos comunes. En 1943 la Diputación provincial elige mayoritariamente a su alcalde Juan Herrero Garrido para el cargo de procurador en Cortes en la I Legislatura de las Cortes Españolas (1943-1946), representando a los municipios de esta provincia.
El 31 de julio de 1981 el Pleno de la Diputación Provincial de Segovia aprobó, por 20 votos contra uno, el acuerdo de ejercitar el derecho de autonomía uniprovincial, iniciando el proceso autonómico al amparo del artículo 143.2 CE.
De un total de 210 consistorios, 178 votaron a favor de la autonomía uniprovincial, siguiendo las teorías del libro La entidad histórica de Segovia de Manuel González Herrero. Sin embargo, dichos Ayuntamientos no representaban aún a la mayoría del censo electoral de la provincia de Segovia, como exige el 143.2 CE, pues Segovia, su municipio de mayor población, se inclinó por la opción castellano-leonesa. Quedaba sin embargo pendiente el voto de la ciudad de Cuéllar, segunda en importancia y población. En la tarde del 7 de octubre de 1981, y ante un público expectante en el Salón de Plenos, el Consistorio cuellarano mostró su apoyo a la vía uniprovincial, por 7 votos contra 6, lo que dejaba expedito el camino a la autonomía uniprovincial.
Sin embargo, errores de forma en la votación de Cuéllar y diferentes movimientos populares motivaron que el Ayuntamiento decidiese convocar un nuevo pleno, anunciando la posibilidad de reconsiderar las posturas que habían tomado. El histórico pleno tendría lugar en la tarde del 3 de diciembre de 1981, y el resultado sería inverso al del 7 de octubre: esta vez, 7 votos pedían a las Cortes la incorporación de Segovia a Castilla y León, frente a los 6 que apoyaban la vía uniprovincial.
La Diputación trató de recurrir el acuerdo y recuperar el apoyo de Cuéllar a la causa uniprovincial, mas toda ulterior tentativa fracasó.
Actualmente se está rompiendo con la fisonomía de recintos medievales construyendo nuevos edificios en las cercanías de la muralla y es obligado por la geografía de la zona, pero es antiestético.
Los productos agrícolas y ganaderos de la zona salvaron a Cuéllar de los años deficitarios de la posguerra, mientras en los pueblos de alrededor hubo mucha emigración al extranjero, quedando casi vacíos.

## Demografía
Cuéllar cuenta con una población de 9530 habitantes (INE 2024).
| Gráfica de evolución demográfica de Cuéllar entre 1842 y 2021 |
| |
| Población de derecho según los censos de población del INE Población de hecho según los censos de población del INEEn 1981 crece el término del municipio porque incorpora a Arroyo de Cuéllar, Campo de Cuéllar, Chatún, Dehesa, Fuentes de Cuéllar y Lovingos |

El municipio poseía una población de 9730 habitantes según el padrón municipal de habitantes (INE) a fecha de 1 de enero de 2010, repartidos entre 4929 varones y 4801 mujeres. Dentro de esta cifra está incluida tanto la población de la capital municipal como la de los barrios y entidades locales menores pertenecientes al municipio desde el año 1981, divididos de la siguiente manera: Cuéllar (8374), Arroyo de Cuéllar (381), Chatún (262), Campo de Cuéllar (221), Torregutiérrez (126), Dehesa Mayor (112), Lovingos (96), Escarabajosa de Cuéllar (79), Fuentes de Cuéllar (48) y Dehesa (31). Es por lo tanto el municipio con mayor número de habitantes de la provincia, a excepción de la capital.

### Historia demográfica
La historia demográfica de Cuéllar tiene como punto significativo el descubrimiento de América en el siglo XV, debido a la gran cantidad de cuellaranos que viajaron a las nuevas tierras cambiando el rumbo demográfico de la villa, pero no es hasta el año 1528 cuando puede estudiarse con mayor fiabilidad, pues aparece entonces el primer censo completo de población, que fijó sus habitantes en 1788. A finales del siglo XVI su población rondaba los 3000 habitantes, crecimiento derivado de la nueva economía implantada dedicada mayoritariamente a la agricultura en detrimento de la ganadería, convirtiéndose además en un enclave migratorio de las localidades cercanas que buscaban las ventajas tributarias que ofrecía la villa a los foráneos.
A principios del siglo XVII se registra un importante descenso producido por la decadencia que vivió Castilla a finales del siglo XVI en el que se redujo la población de Cuéllar a 2400 habitantes y a lo largo del XVII, hasta llegar al año 1751 con 2194 habitantes. La recuperación del reino en el siglo XVIII y la importancia comercial y económica de la población permitieron nuevamente la inmigración, llegando a mediados del siglo XIX a los 3000 habitantes. Ya en el siglo XX, uno de los mayores crecimientos de la población se registra entre los años 1930 y 1940, con más de 2000 habitantes, al igual que en el periodo comprendido entre 1970 y 1975, el más fructuoso de la demografía de Cuéllar en dicho siglo, si bien se debe a que en 1971 incorpora a su territorio los municipios desaparecidos de Arroyo de Cuéllar, Campo de Cuéllar, Chatún, Dehesa, Fuentes de Cuéllar y Lovingos. A finales de los años 1980 la población sufre un descenso de 300 habitantes, comenzando a recuperarse nuevamente a partir de los años 1990, ascendiendo de manera continua hasta la actualidad debido en parte a la inmigración de los municipios de los alrededores, atraídos por las industrias y servicios con los que cuenta, que le han convertido en centro económico y comercial de referencia en la zona.

### Inmigración

Extensión del partido judicial de Cuéllar, número 2 de la provincia de Segovia

En los últimos años la población de Cuéllar se ha visto reforzada por la inmigración, figurando censados en el municipio a fecha de 1 de marzo de 2009 un total de 1139 personas pertenecientes a 28 países diferentes. El continente representado con mayor número de individuos es Europa, que cuenta con 846 habitantes, destacando la nacionalidad búlgara con 557 individuos y la rumana con 265, aunque existen personas procedentes de Alemania, Francia, Italia, Polonia, Portugal, Reino Unido, Eslovenia, Suecia y Ucrania. El segundo lugar de procedencia es América, que cuenta con una población de 171 habitantes, en su mayoría procedentes de países de América Latina como Argentina, Brasil, Chile, Colombia, Cuba, Ecuador, Honduras, México, Paraguay, Perú, República Dominicana y Uruguay, a excepción de dos ciudadanos naturales de Estados Unidos. En tercer lugar aparece representado el continente africano con 100 habitantes, de los cuales 96 proceden de Marruecos, y los cuatro restantes de Argelia y Malí a partes iguales. Finalmente, en último lugar se encuentra Asia, con 22 personas naturales de China.

## Economía
Su economía se basa en la agricultura, cultivo de cereales, hortalizas y legumbres. Es importante el cultivo de la achicoria y en los últimos años, el de la remolacha. Está a una distancia de 60 km de Segovia, la capital provincial, además de 50 km de Valladolid. Otra fuente importante de la economía de la ciudad es el sector de la madera, ya que se encuadra dentro de la Comarca de Pinares, abundando la industria dedicada al mueble.
La reciente apertura en 2009 de la Autovía de Pinares ha mejorado notablemente su comunicación con las ciudades de Segovia y Valladolid, revitalizando la economía de la ciudad.
Igualmente, con las crisis y la recuperación de precios se ha producido un aumento de producción de resina

## Símbolos
El escudo heráldico y la bandera que representan al municipio fueron aprobados oficialmente el 26 de septiembre de 2008. El escudo se blasona de la siguiente manera:

«Escudo de forma española. De plata, una cabeza de caballo cortada hasta el pecho de oro fileteada de sable, enjaezada de sable y oro. Al timbre, corona real abierta o de Castilla.»
Boletín Oficial de Castilla y León n.º 241/2008 de 15 de diciembre de 2008

La descripción textual de la bandera es la siguiente:

«Bandera de color púrpura, de dimensiones 2:3. Sobre el centro del paño, el escudo municipal, timbrado de corona real abierta o de Castilla, en sus colores y metales.»
Boletín Oficial de Castilla y León n.º 241/2008 de 15 de diciembre de 2008

## Administración y política

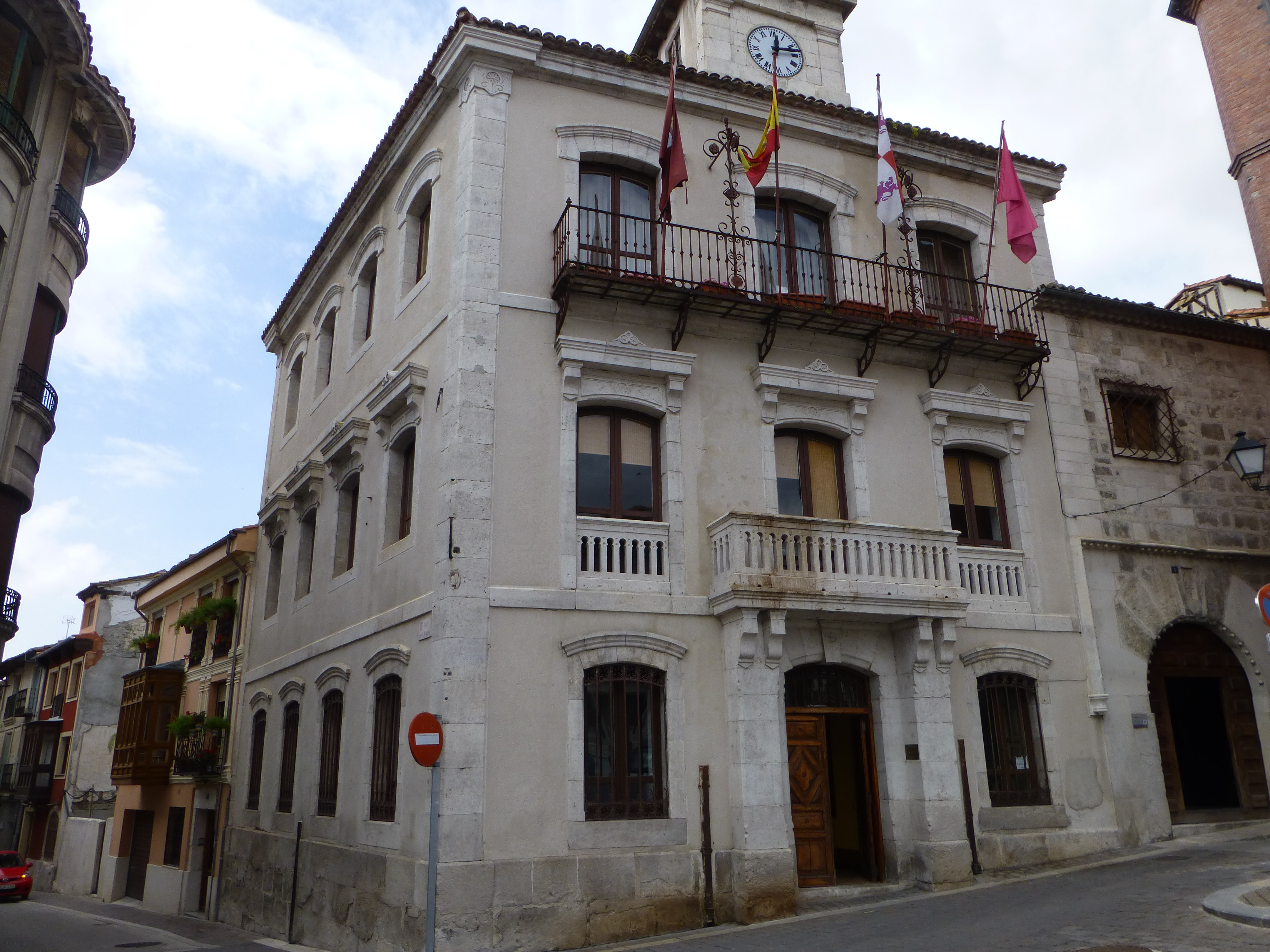
Ayuntamiento de Cuéllar

| Periodo   | Nombre                          | Partido | Partido                                  |
| --------- | ------------------------------- | ------- | ---------------------------------------- |
| 1979-1983 | Luis Zarzuela González          |         | Unión de Centro Democrático (UCD)        |
| 1983-1991 | Felipe Suárez Pérez             |         | Partido Demócrata Popular (PDP)          |
| 1991-1995 | Mariano Molinero Senovilla      |         | Partido Popular (PP)                     |
| 1995-2003 | Octavio César Cantalejo Olmos   |         | Partido Socialista Obrero Español (PSOE) |
| 2003-2007 | María Luisa González San Miguel |         | Partido Socialista Obrero Español (PSOE) |
| 2007-2019 | Jesús García Pastor             |         | Partido Popular (PP)                     |
| 2019-act. | Carlos Fraile de Benito         |         | Partido Socialista Obrero Español (PSOE) |

| Partido político                         | 2023  | 2023  | 2023       | 2019  | 2019  | 2019       | 2015  | 2015  | 2015       | 2011  | 2011  | 2011       | 2007  | 2007  | 2007       |
| Partido político                         | Votos | %     | Concejales | Votos | %     | Concejales | Votos | %     | Concejales | Votos | %     | Concejales | Votos | %     | Concejales |
| Partido Popular (PP)                     | 1 964 | 42,46 | 6          | 1 202 | 23,83 | 3          | 2 194 | 46,65 | 7          | 3 007 | 58,73 | 8          | 3 403 | 61,63 | 9          |
| Partido Socialista Obrero Español (PSOE) | 1 529 | 33,05 | 5          | 1 659 | 32,89 | 5          | 1 277 | 27,15 | 4          | 1 153 | 22,52 | 3          | 1 205 | 21,82 | 3          |
| Izquierda Unida (IU)                     | 639   | 13,81 | 2          | 941   | 18,65 | 2          | 924   | 19,65 | 2          | 837   | 16,35 | 2          | 686   | 12,42 | 1          |
| Ciudadanos (CS)                          | 132   | 2,85  | 0          | 765   | 15,16 | 2          | 212   | 4,51  | 0          | —     | —     | —          | —     | —     | —          |
| Centrados                                | 129   | 2,78  | 0          | 380   | 7,53  | 1          | —     | —     | —          | —     | —     | —          | —     | —     | —          |

## Servicios

### Educación
Cuéllar cuenta con tres colegios públicos de enseñanza infantil y primaria, dos institutos y diversos centros complementarios:
Educación infantil: cuenta con dos guarderías privadas.
Educación primaria:
- C.E.I.P. La Villa, fundado en 1928, está ubicado en el centro.
- C.E.I.P. Santa Clara, fundado en los años 1970, situado en la zona sur.
- C.E.I.P. San Gil, fundado en los años 1970 con sede en la zona norte.

Educación secundaria
- I.E.S. Duque de Alburquerque, fundado en 1975, está ubicado en el castillo de Cuéllar.
- I.E.S. Marqués de Lozoya, fundado en los años 1970, se sitúa a las afueras, en dirección a Valladolid.

Otros centros de formación
- Centro Público de Educación de Personas Adultas Antonio Herrera, ubicado en el Estudio de Gramática.
- Centro de Estudios Audiovisuales Antonio de Herrera, con sede también en el citado Estudio.
- Escuela Oficial de Idiomas, creada en 2002, está ubicada en las instalaciones del IES Marqués de Lozoya
- Universidad de la Experiencia, perteneciente a la gerente de la Junta de Castilla y León, tiene sede en el centro de día de personas mayores
- Escuela municipal de música
- Programas de Formación-Empleo de Garantía Social, con diferentes módulos, se integra en el centro cultural Santa Clara

Además, la Villa cuenta con una biblioteca pública municipal, varias academias de inglés privadas y una academia de enseñanzas diversas, también de uso privado.

## Cultura

### Patrimonio

#### Plaza Mayor y casco histórico

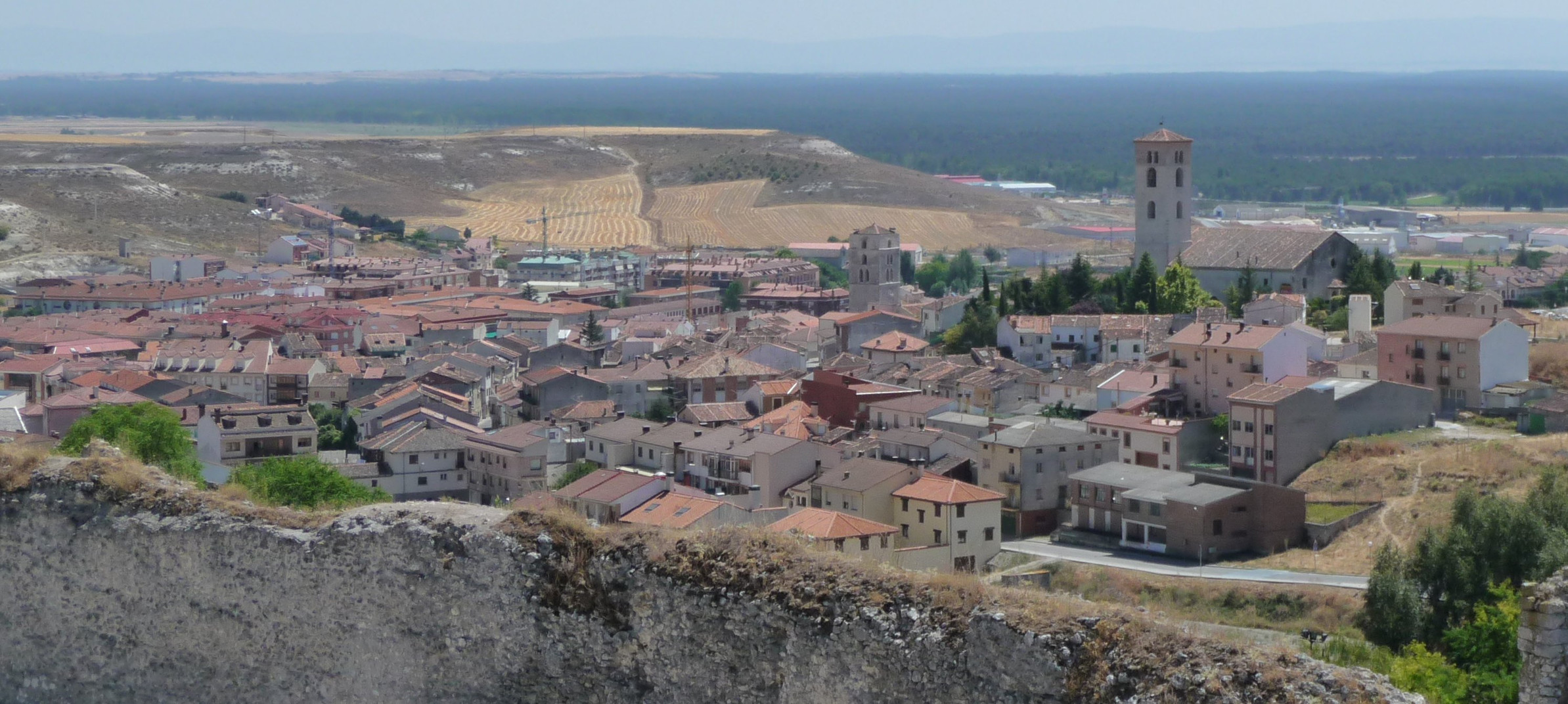
Vista de Cuéllar

La importancia del casco histórico de Cuéllar se ve respaldada por la declaración de la villa dentro de la categoría de conjunto histórico-artístico en el año 1994. Además, han sido declarados de forma independiente siete edificios como Bienes de Interés Cultural. Una de las características que más define al casco histórico de Cuéllar es la conservación de la planta y trazado medieval de la típica villa castellana, pues a excepción de un ligero ensanchamiento llevado a cabo en los siglos XV y XVI, no ha sufrido cambios modernistas de importancia, por lo que se ha respetado el entramado de calles largas y anchas en sus áreas principales, y otras más cortas, quebradas y sinuosas que son producto de la irregularidad del medio físico del emplazamiento de la población.
El centro neurálgico de la villa es su plaza mayor de aire castellano, presidida por el edificio del ayuntamiento, una edificación construida entre finales del siglo XV y principios del siglo XVI sobre los restos de la cárcel vieja, en la que destaca un patio interior de estilo gótico-renacentista dedicado a Isabel la Católica. La plaza presenta una forma irregular a causa de las edificaciones adosadas en el siglo XIX frente a la puerta principal del ayuntamiento, que redujeron las dimensiones del conjunto. En ella se celebró el mercado semanal de los jueves desde el siglo XV hasta los primeros años del siglo XXI, y destacan los soportales de columnas en la parte superior e inferior, así como el rincón sureste, que presenta una arquitectura popular castellana de entramado de madera y adobe, con pronunciados aleros de madera de influencia mudéjar.

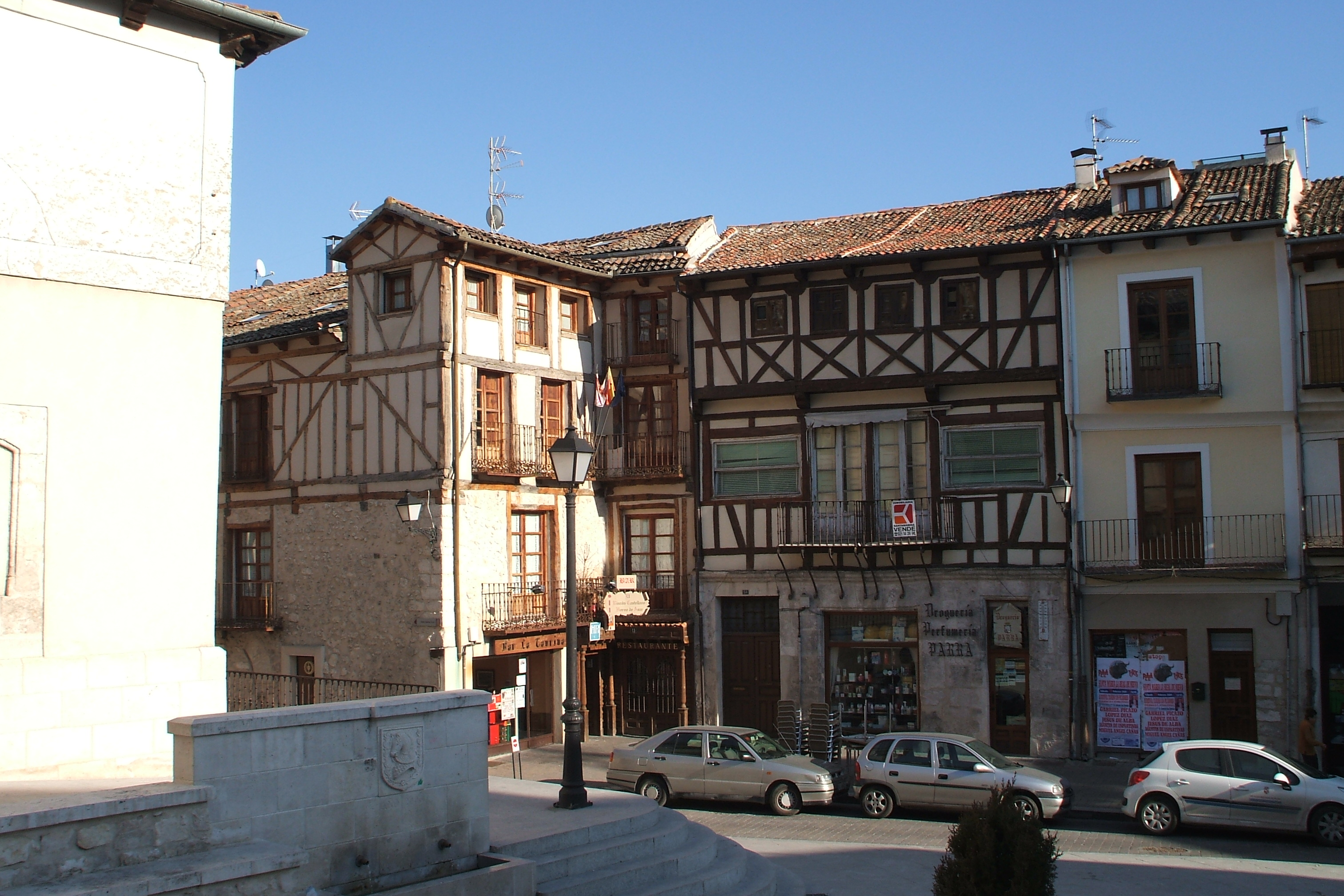
Rincón sureste de la plaza Mayor, con el popular entramado de madera; a la izquierda, la iglesia de San Miguel, parroquia titular de la villa

Frente al ayuntamiento se localiza la iglesia de San Miguel, parroquia titular de la villa dedicada al Arcángel Miguel, patrón de ella, y que comprende una mezcla de estilos arquitectónicos que abarcan desde el románico de piedra hasta el barroco, y en su interior se conservan obras de Pedro de Bolduque, de Luca Giordano y de la escuela de Gregorio Fernández. De la plaza arranca la calle de San Pedro, sembrada de casas blasonadas hasta desembocar en la iglesia románica de San Pedro, desamortizada en el siglo XIX y actualmente ocupada por el sector hostelero. De similares características es la calle de la Morería, a través de la cual se extendía el barrio musulmán, caracterizada por su inclinada pendiente, al igual que la calle del Colegio, que toma el nombre del colegio de Niñas Huérfanas que existió hasta el siglo XX, del que aún queda en pie una recoleta capilla. Una vez en la plaza del Mercado del Pan, espacio en el que se celebraba el mercado de cereal, aparece el hospital y capilla de la Magdalena, fundado en el primer tercio del siglo XV por el arcediano Gómez González, y ya dentro del barrio hebreo, el Estudio de Gramática, otra de sus fundaciones, ambos edificios con portada gótica y blasonada.

#### Castillo y muralla

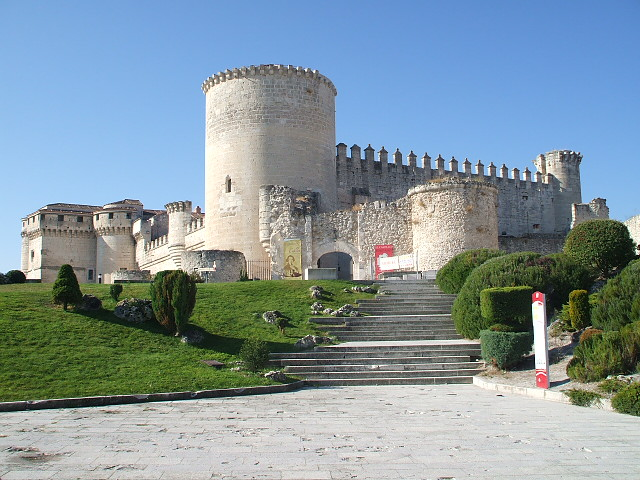
Vista frontal del castillo-palacio de los Duques de Alburquerque

Presidiendo la zona alta de la villa se localiza el castillo de los Duques de Alburquerque, el monumento más emblemático de la misma, declarado Monumento Nacional en 1931. Fue construido en fecha desconocida sobre el ángulo sureste de la muralla de la villa, motivo por el cual conserva varios elementos mudéjares, entre ellos la puerta sur, antigua entrada al recinto murado de la ciudad. El edificio fue refugio de la reina María de Molina tras los disturbios ocasionados a la muerte del rey, y en recompensa a la fidelidad y lealtad mostrada por la villa, su castillo se convirtió en lugar de celebración de las Cortes del reino en el año 1297. También fue residencia puntual de Juan I de Castilla y de su esposa doña Leonor, quien falleció entre sus muros de sobreparto. En el primer tercio del siglo XV fue donado a don Álvaro de Luna, y posteriormente Enrique IV de Castilla se lo compró a su hermanastra la infanta Isabel para entregárselo a su valido Beltrán de la Cueva, a cuyos descendientes pertenece en la actualidad.
Se trata de una edificación principalmente gótica y renacentista, con un aire más palaciego que militar, debido las remodelaciones llevadas a cabo a partir del siglo XVI por la Casa Ducal de Alburquerque. En su interior destaca el patio de armas, delimitado por dos crujías laterales y una frontal con una suntuosa galería renacentista, producto de las sucesivas obras llevadas a cabo por Juan de Álava, Hernán González de Lara, y Juan y Rodrigo Gil de Hontañón. La crujía oriental estuvo ocupada hasta el siglo XIX por una selecta y valiosa armería, considerada la más rica y variada del país. En la actualidad la mayor parte de sus estancias albergan un instituto de Educación Secundaria Obligatoria; su Torre del Homenaje es sede de la Fundación de la Casa Ducal de Alburquerque, y además dispone de una oficina de turismo que gestiona las visitas al edificio.

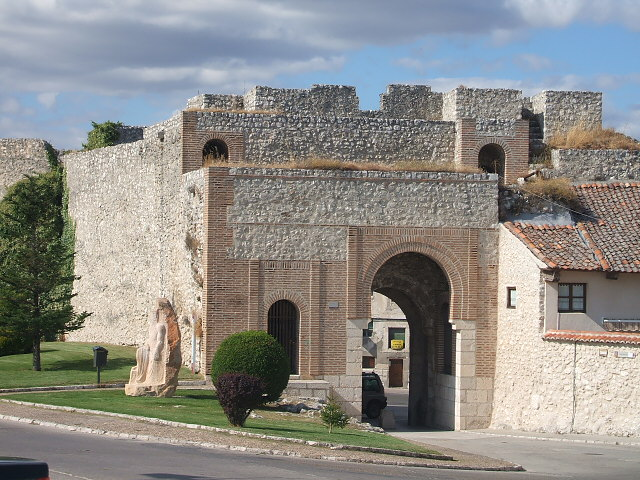
Interior del arco de San Basilio, que une la muralla con el castillo

De ambos extremos del castillo nace la muralla de Cuéllar, un triple recinto amurallado de origen románico, que con una longitud actual de 1400 m y 2000 en origen, representa una de las murallas más importantes y mejor conservadas de Castilla y León. Se compone de tres recintos diferenciados: el de la ciudad, que delimita la zona más próxima al castillo y bordea la parte alta de la villa, el de la ciudadela, que recoge entre sus muros la parte más baja de la misma, y la contramuralla, barrera que abrazaba los dos anteriores, y de la que menos restos se conservan. A lo largo de su perímetro se levantaron hasta once puertas de acceso, de las que se conservan siete, destacando entre todas ellas el arco de San Basilio, de estilo mudéjar y apariencia de fortín, que presenta gran semejanza con la arquitectura militar toledana del siglo XIV. En la actualidad se está llevando a cabo una intensa restauración de la muralla, gracias a un proyecto financiado por el Gobierno español, que tiene como objeto recuperar el adarve y hacer transitables algunos de sus tramos, como ocurre en las murallas de Ávila.

#### Arquitectura mudéjar

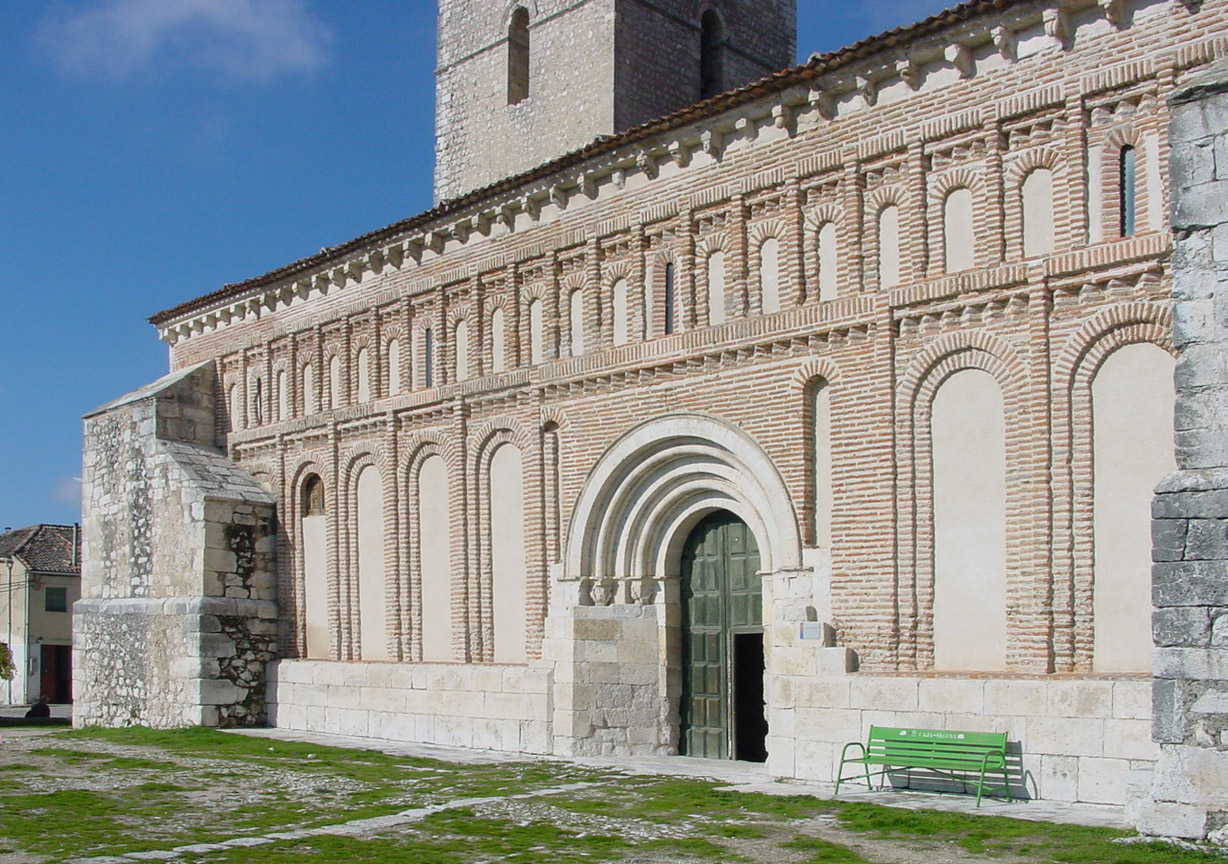
Iglesia de San Andrés, (BIC)

Cuéllar es uno de los principales focos de arquitectura mudéjar en la cuenca del Duero, y el más numeroso de Castilla y León, producto de la importante comunidad musulmana que sostuvo hasta el siglo XV. El ejemplo más singular es la iglesia de San Andrés, construida en el siglo XIII, extramuros y cercana al castillo, cuya planta fue calificada por Lampérez y Romea como la mejor de su estilo, y declarada Bien de Interés Cultural en 1982; destacan en su interior importantes frescos murales de estilo mudéjar. También junto al castillo se erige la iglesia de San Martín, de la misma época y catalogación, en la que el rey Pedro I de Castilla contrajo matrimonio en la primavera de 1354 con Juana de Castro, y que en la actualidad alberga el centro de interpretación del arte mudéjar, pionero en España.
Otro importante ejemplo lo encontramos junto al barrio judío, la iglesia de San Esteban, que está datada en el siglo XII, y cuyo imponente ábside fue definido por el marqués de Lozoya como una de las obras más originales de su estilo, y ha sido calificado como el más representativo, elegante y decorado del mudéjar. Conserva en su interior cuatro sepulcros gótico-mudéjares decorados con yeserías de arabescos fechados en los siglos XV y XVI. Cercana a ella se levantaba la iglesia de Santiago, de la que se conserva el ábside y parte del atrio de lo que fue sede de la Casa de los Linajes de Cuéllar, institución que agrupaba a la nobleza cuellarana, donde la familia del conquistador Alonso de Bazán y Herrera tenía su capilla funeraria.

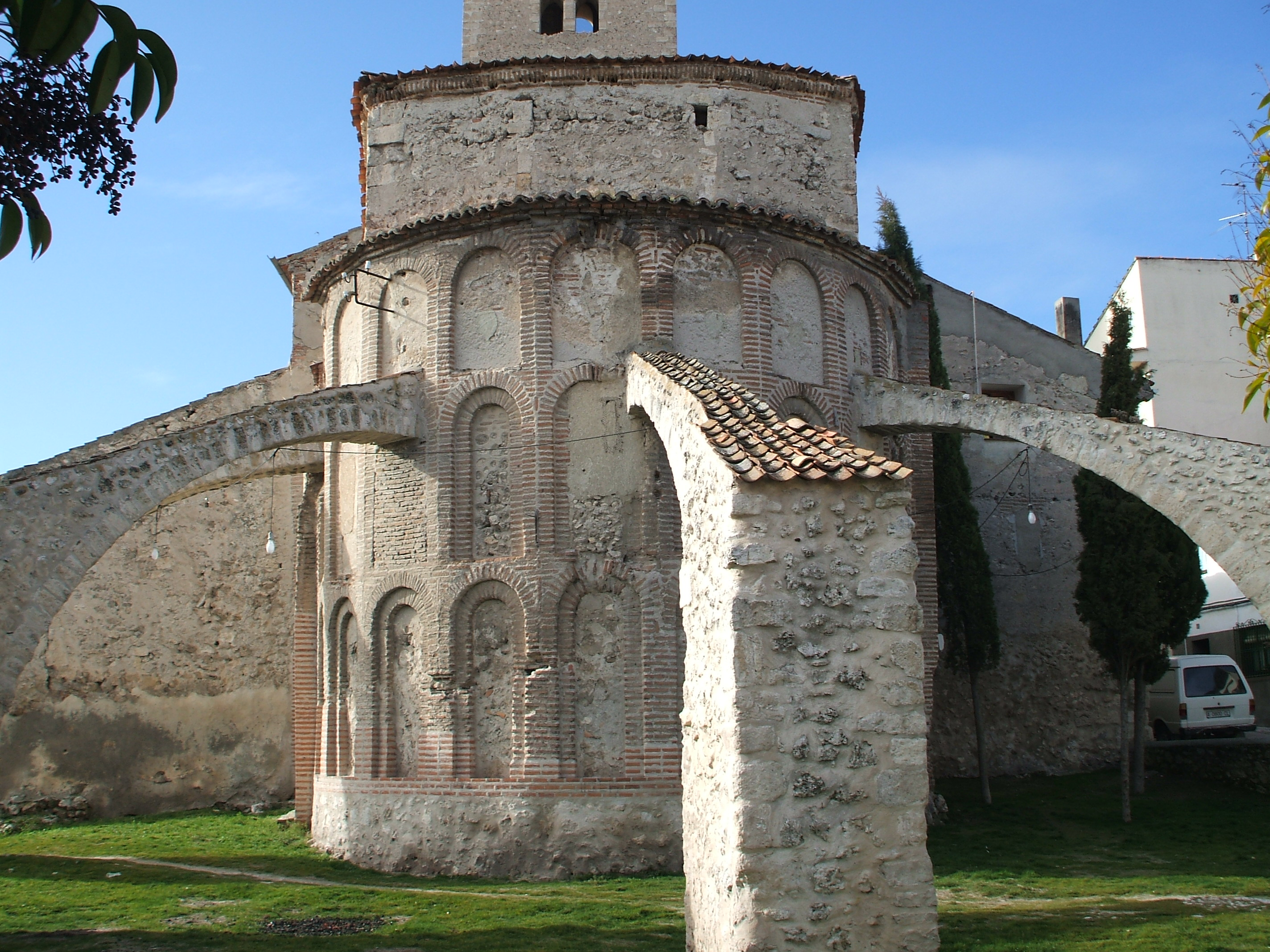
Iglesia del Salvador,

Ya en el centro de la población se sitúa la iglesia de San Miguel, en la cual se hizo la primera instalación de reloj mecánico de torre que se instaló en España datado a finales del siglo XIV y que conserva restos de su atrio mudéjar, a escasos metros se alza la torre de la desaparecida iglesia de Santa Marina, única de ladrillo en Cuéllar, en cuya nave fue enterrado el cronista Antonio de Herrera y Tordesillas. Atravesando la calle que discurre desde la plaza de Santa Marina nos encontramos con el ábside de la antigua iglesia de San Blas, que a pesar de haber sido reutilizado en el siglo XVI, conserva todavía los tres cuerpos de ladrillo mudéjar. Al sur de la villa, y junto a la carretera de Arévalo, se localiza la iglesia del Salvador, datada también en el siglo XIII y construida sobre una anterior perteneciente al románico de piedra, a la que sus curiosos contrafuertes que simulan arbotantes góticos le confieren una singularidad especial, y finalmente en lo alto de la colina más próxima a ésta, se alza la iglesia de Santa María de la Cuesta, que conserva cegado su atrio mudéjar, y muestra una de las torres más características, entre otros elementos mudéjares.

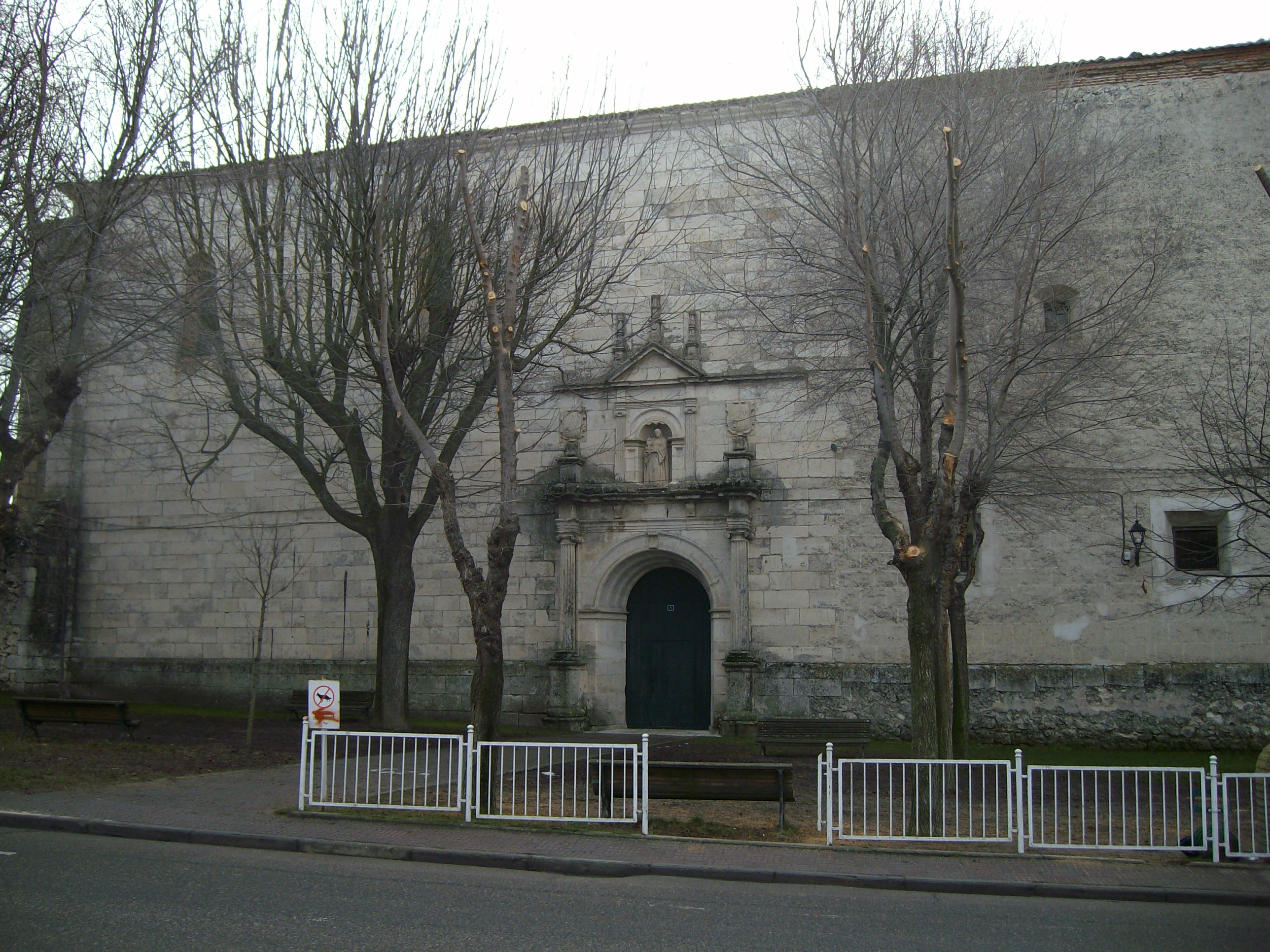
El monasterio de Santa Clara, una de las primeras fundaciones clarisas en España

#### Conjunto monacal
Uno de los aspectos más llamativos del patrimonio monumental de Cuéllar es el gran número de monasterios que se fueron construyendo desde la Edad Media y a lo largo de los siglos posteriores, pues la vida monacal en la villa estuvo representada por ocho congregaciones diferentes. El más antiguo de ellos es el monasterio de Santa Clara, que se localiza a las afueras de la población, junto a la carretera de Segovia. Se trata de una de las fundaciones clarisas más antiguas de España, pues consta que ya lo estaba una década antes de morir la propia Santa Clara de Asís, y la empresa fue llevada a cabo por una de sus discípulas a instancias de Fernando III el Santo. En el siglo XVI sufrió una importante remodelación a cargo del Ducado de Alburquerque, que le confirió la apariencia renacentista que conserva en la actualidad. Destaca el retablo mayor de su iglesia, obra de Isaac de Juni, así como un cristo románico en el coro bajo y otro gótico arcaizante en el interior del claustro, que se completa con grisallas de buena calidad.

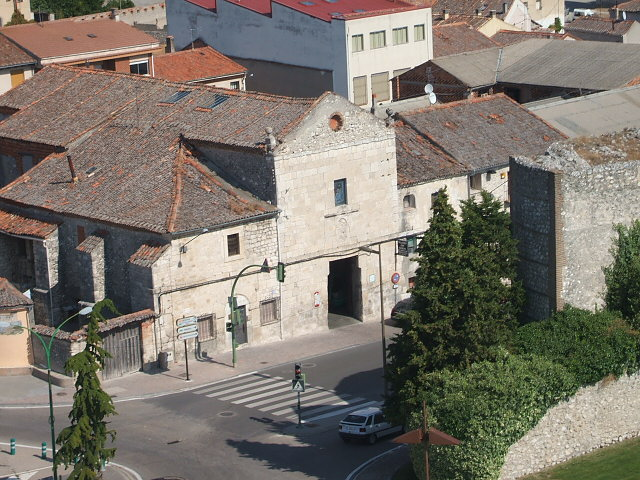
Monasterio de San Basilio

A esta fundación franciscana femenina se sumó en el último tercio del siglo XIII el monasterio de San Francisco, apadrinado por los Duques de Alburquerque en el siglo XV como su lugar de enterramiento hasta convertirlo en el templo más importante de toda la comarca, que por su envergadura y riqueza artística fue considerado la catedral de la villa. Sus mejores obras fueron desmontadas a lo largo del siglo XX, y en la actualidad se conservan dispersas entre la Hispanic Society of America (Nueva York), el Museo Arqueológico de Valladolid, el Museo Frederic Marès de Barcelona, el castillo de Viñuelas en Madrid y la catedral de Segovia, entre otros, por lo que su iglesia y claustro presentan un estado arruinado, aunque se conservan rehabilitadas las capillas laterales y sacristía, destinadas a eventos culturales.
Junto a San Francisco se localiza también el convento de la Purísima Concepción, fundado en el siglo XVI por un hermano del capitán Gabriel de Rojas, que alberga en su interior un retablo de Pedro de Bolduque y Gabriel de Cárdenas Maldonado, una imagen de San Francisco de la escuela de Gregorio Fernández y un órgano barroco de Juan de Inés. Formando plaza natural con estos dos, se encuentra el convento de Santa Isabel o de Santa Ana, fundación llevada a cabo en 1571 por doña Francisca de la Cueva, hija del tercer duque de Alburquerque, que fue desamortizado en el siglo XIX, al igual que el convento de la Santísima Trinidad, cercano a la plaza Mayor y edificado sobre la antigua iglesia de San Blas, de la que conserva su ábside mudéjar. También desamortizado fue el monasterio de San Basilio, ubicado en las inmediaciones del castillo, cuya capilla mayor fue patronato de la Casa Ducal, y albergó la virgen francesa de Nuestra Señora de la Rochela.

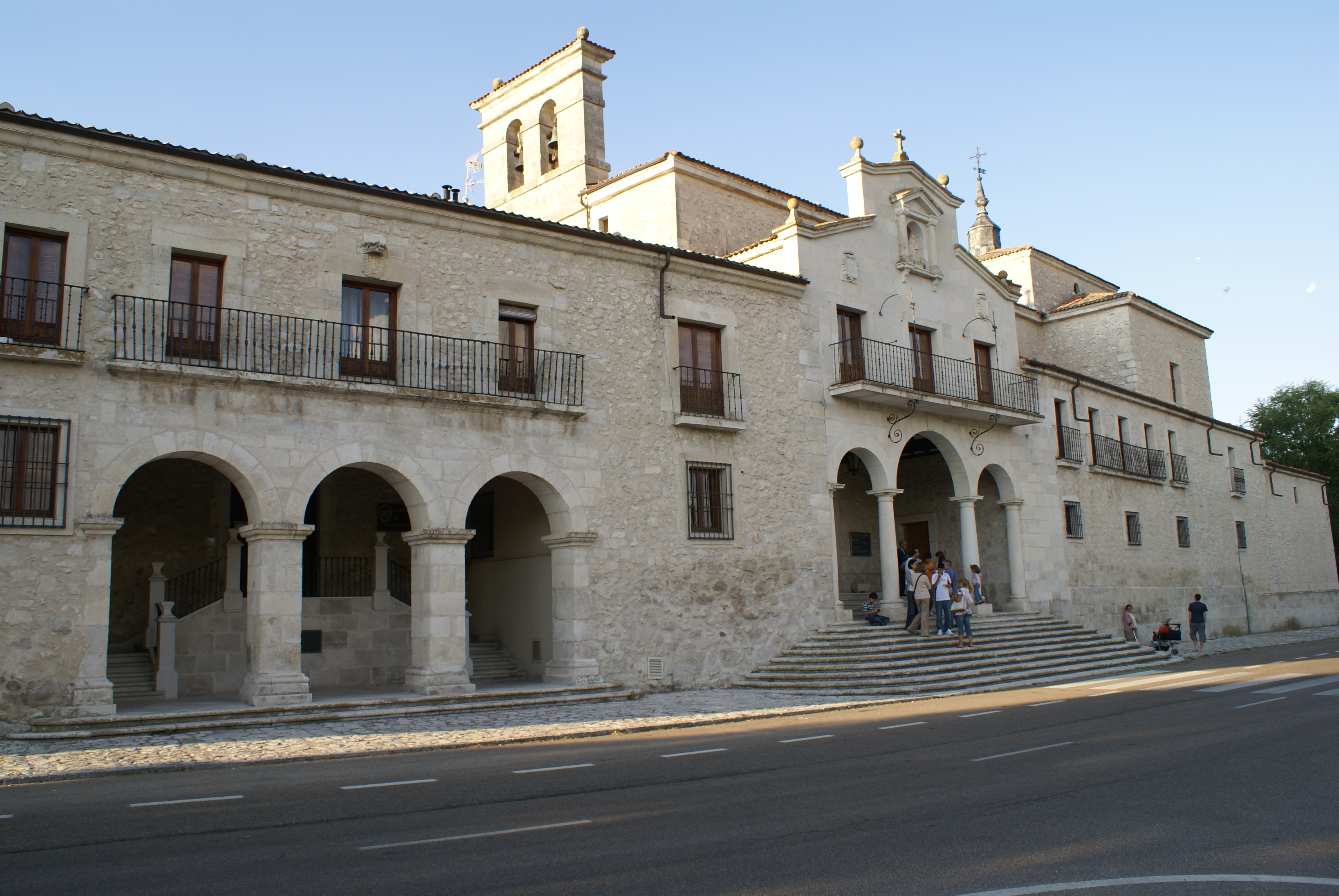
Santuario del Henar

Finalmente, a 5 km del casco urbano y en el límite provincial se localiza entre los pinares el santuario de Nuestra Señora de El Henar, donde se venera la imagen de la Virgen del Henar, una talla románica que fue proclamada en 1958 patrona de los resineros de España; además es la patrona de la Comunidad de Villa y Tierra de Cuéllar, y alcaldesa perpetua de la villa. Dentro del santuario destaca el camarín de la Virgen, que dispone de una colección de cobres alemanes y su cúpula fue pintada al fresco por José Micot. La estancia está presidida por un retablo rococó, en cuya única hornacina se localiza el trono de la Virgen, que gira sobre su eje dependiendo el tipo de celebración. Se accede al trono por una escalera de mármol de Escobedo, y corona el retablo un lienzo de la Inmaculada, obra de Julio Ibáñez fechada en 1964, que sustituye a una pintura de Micot.

#### Palacios y casas nobiliarias
- Palacio de Pedro I. Edificio de origen románico, conserva alguna ventana gótica y artesonados
- Palacio de Santa Cruz (siglo XVII). Mudéjar
- Casa del Duque
- Casa de los Rojas. Palacio de Justicia
- Casa de los Velázquez de Puerco
- Casa de los Daza
- Casa de los Velázquez y Ruíz de Herrera

### Espacios culturales
- CC. Alfonsa de la Torre
- CC. Cronista Herrera
- CC. Santa Clara
- Sala de actividades múltiples del palacio de Pedro I
- Sacristía y capillas laterales de San Francisco
- Salones parroquiales
- Polideportivo de Cuéllar

### Museos
- Castillo de Cuéllar
- Centro de interpretación del arte mudéjar
- Parque arqueológico de San Esteban

### Eventos culturales

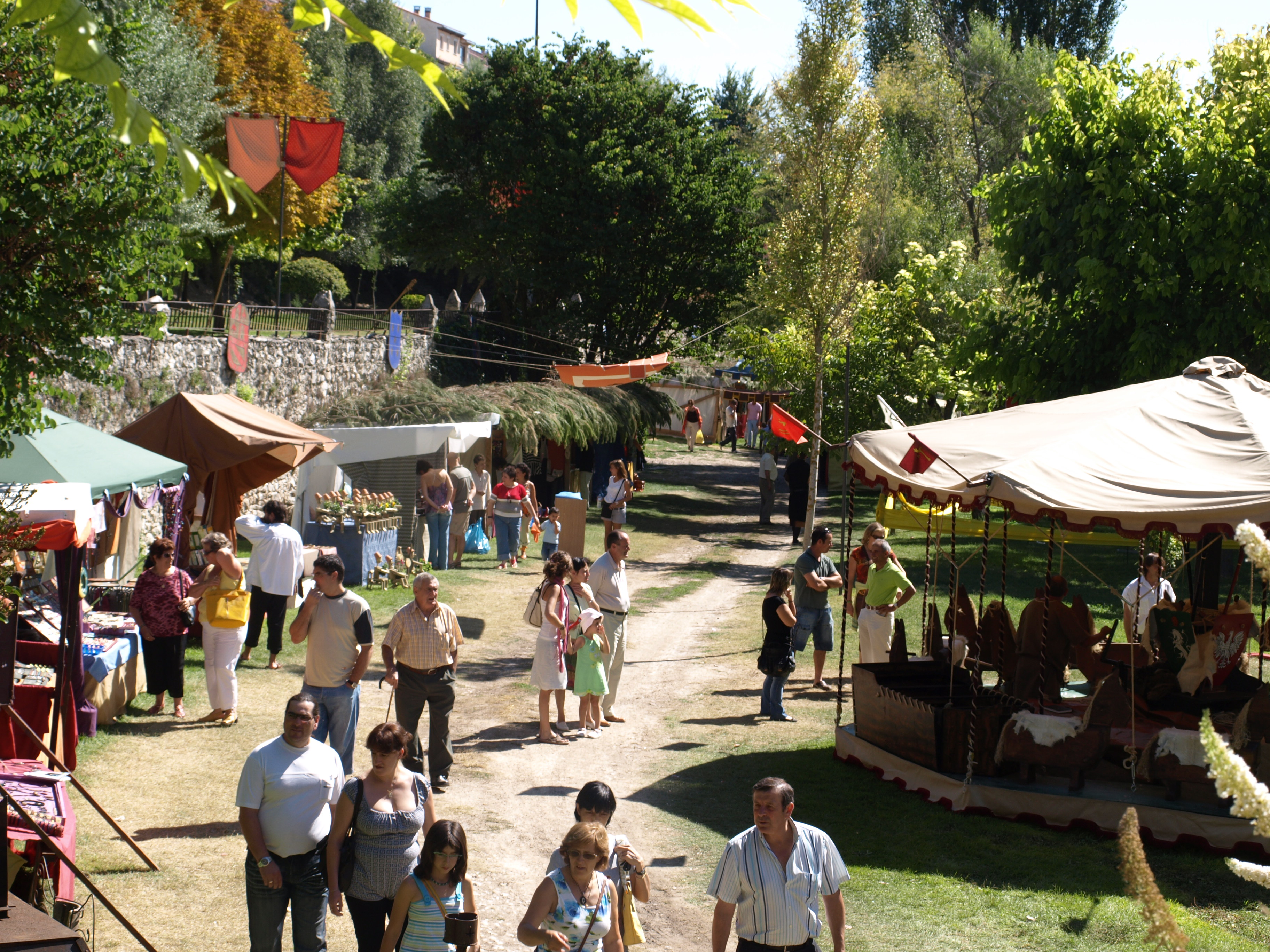
Feria Medieval Mudéjar en su edición de 2008

En 1390, el monarca Juan I de Castilla concedió a Cuéllar el derecho de tener dos ferias anuales, con los mismos privilegios que tenían las de Valladolid. Durante siglos una de esas ferias estuvo dedicada a la ganadería, hasta la llegada de la industrialización, pasando a convertirse en una convocatoria multisectorial, con un amplio abanico temático que pretende fomentar la industria y productos de la comarca. En la actualidad se denomina Feria Comarcal y se celebra anualmente durante cuatro días de marzo o abril en la explanada contigua al castillo. Coincidiendo en las mismas fechas, también se celebra la Feria de Artesanía, un certamen paralelo, ubicado en un marco incomparable: el patio de armas del castillo. Con una larga trayectoria, pues en 2009 celebrará su 30.º edición, se trata de un evento de prestigio entre este tipo de muestras, en el que la artesanía que se oferta al visitante está cuidada al máximo, con productos de gran calidad.
Otro evento de artesanía es la Feria Medieval Mudéjar, que se celebra el tercer fin de semana de agosto. Se inició en 1996, y en la actualidad se ubica en la Huerta del Duque, un jardín de 8 hectáreas al pie del castillo que se convierte ese fin de semana en una pequeña aldea medieval.
En 2008 se pusieron en marcha tres nuevas iniciativas: la Feria de Tapas, que pretende complementar la oferta gastronómica durante la celebración de la Feria Comarcal y la de Artesanía; la Feria del Libro, instaurada con motivo de la celebración del Bicentenario del nacimiento de José de Espronceda, poeta ligado a Cuéllar; y la Feria de la Juventud, que se celebra paralelamente con la del Libro, en el mes de mayo.

### Fiestas

#### Niño de la Bola
La primera fiesta que se celebra, por orden cronológico es la Fiesta del Niño de la Bola, en honor al Niño Jesús; conmemora y festeja su circuncisión, evidenciando un origen hebreo. Los actos principales son las procesiones que tienen lugar los días de Año Nuevo y Reyes, en las que la imagen es acompañada por un grupo de danzantes que visten un traje tradicional del siglo XVII que bailan y cantan antiguos villancicos al son de la dulzaina y el tamboril. Durante los actos, destinados a los niños, se reparten cientos de caramelos, y se celebra la conmemoración con cohetes y el repique de las campanas de las iglesias de San Esteban y San Miguel.

#### Semana Santa

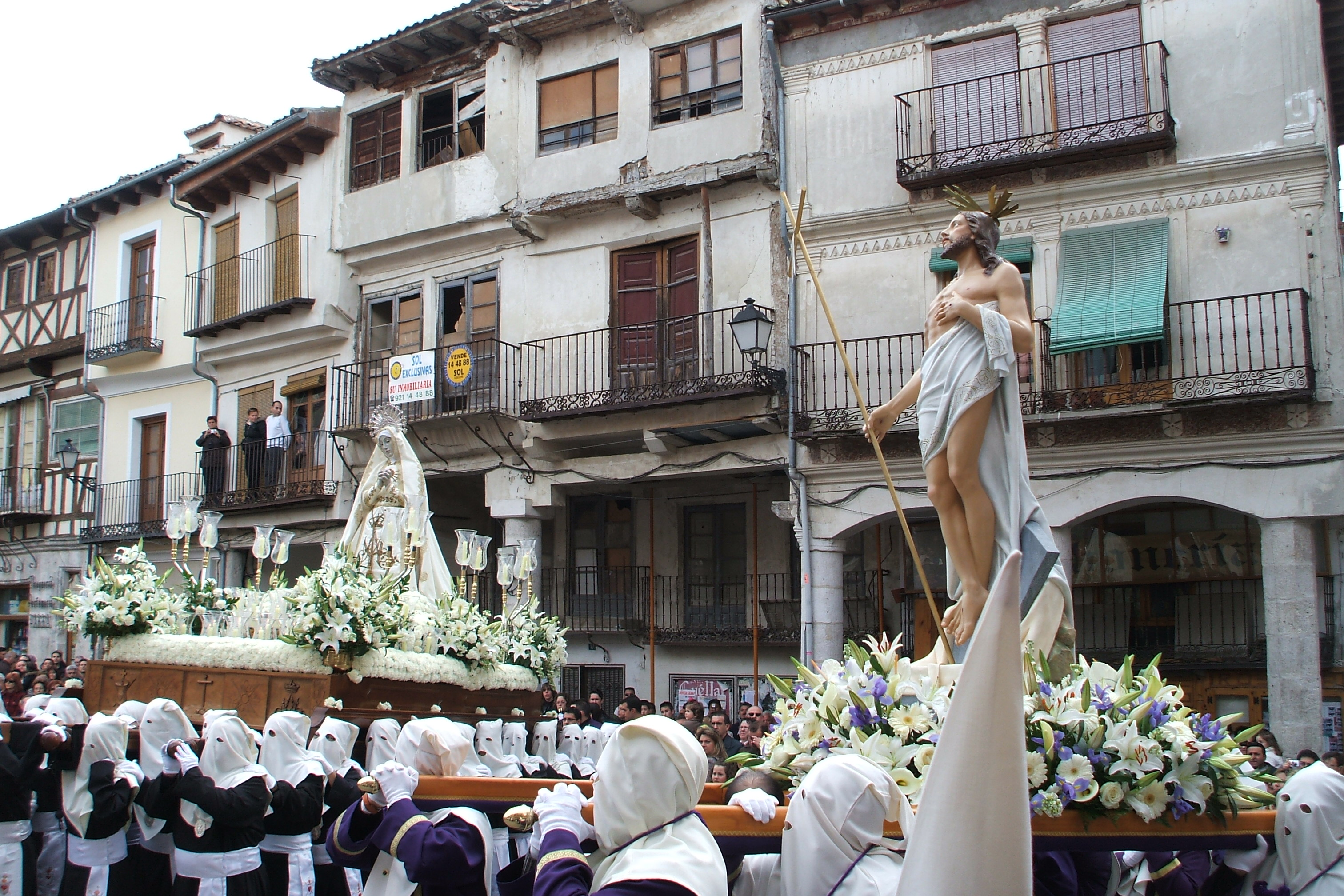
Procesión de El Encuentro

La Semana Santa cuellarana está compuesta por ocho cofradías que reúnen más de 700 cofrades, que participan en las diferentes procesiones que tienen lugar en la villa durante la Semana de Pasión, siendo sus días principales el Jueves Santo, el Viernes Santo y el Domingo de Resurrección.
Las celebraciones comienzan el Sábado de Pasión con la procesión de Nuestra Señora de la Compasión, y a lo largo de la semana discurren por las calles trece pasos diferentes, entre los que destacan la imagen de Nuestro Padre Jesús de Nazareno; la de Nuestra Señora de la Soledad, única que sale a las calles portada por costaleros; Cristo atado a la columna, obra de Pedro de Bolduque, y Cristo yacente, imagen articulada que procede del taller de Gregorio Fernández.

#### Encierros

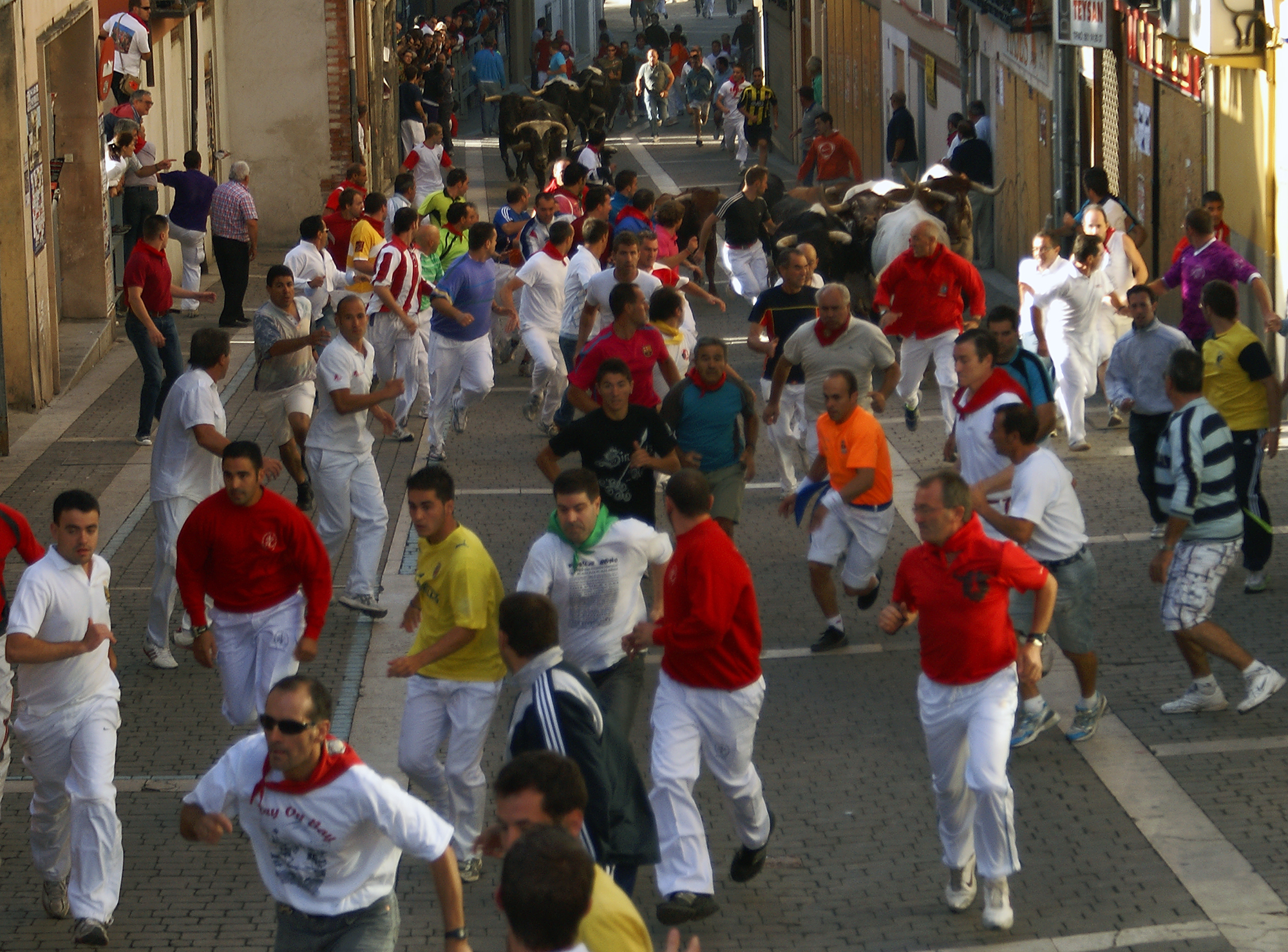
Uno de los encierros de Cuéllar a la altura de la calle de las Parras el martes de toros de 2010

Los encierros de Cuéllar están considerados como «los más antiguos de España», pues hasta el momento ninguna localidad ha presentado un documento anterior al que posee Cuéllar: data del año 1215, y en él se prohíbe correr los toros a los clérigos. Además de esta significativa titulación, los encierros de Cuéllar han recibido los siguientes reconocimientos: Fiesta de Interés Turístico (1977), Fiesta de Interés Turístico Regional (1994), Espectáculo Taurino Tradicional (2003) y Fiesta de Interés Turístico Internacional (2018).
Siempre el toro ha sido imprescindible en esta villa. Ya en el siglo XV se corrían toros el día de San Juan; para festejar el nacimiento de un hijo del Duque de Alburquerque (Señor de Cuéllar) o por cualquier otra buena noticia que llegase hasta ella. En los siglos XVIII y XIX incluso los vecinos más adinerados de ella, solían comprar vaquillas para disfrute de la población, y festejar así el casamiento de alguna hija y otros acontecimientos familiares de importancia.
En la actualidad se celebran los encierros dentro de las fiestas de Nuestra Señora del Rosario, comenzando la tarde del último sábado de agosto, convocando a todos los vecinos de la villa a campana repicada "como es de uso e de costumbre". Se nombra Corregidora de las fiestas y dos Damas, que junto con el pregonero y la corporación municipal, desde el balcón del ayuntamiento, abren oficialmente las fiestas.
Los pregoneros han sido muchos y muy variados, y quizás el más significativo fue Doña Mencía de Mendoza y Luna, en el año 1998, no solo por ser la primera mujer en Cuéllar que pregonaba las fiestas, sino porque vivió en el siglo XV, y salió aquel día del castillo de Cuéllar, donde vive presa de los visitantes y su trabajo de actriz para dar comienzo a las fiestas. También destacan los periodistas, como Moncho Alpuente, Pilar Cernuda (2001) o Carme Chaparro.
Es, por tradición, obligación del pregonero terminar su actuación con el grito más popular de Cuéllar: "A por ellos", que hace referencia a la jota de las fiestas, himno por excelencia de la Villa, cuyas notas hacen vibrar a cualquier cuellarano.
Cuéllar, sus fiestas y encierros son visitados cada año por miles de personas que, al llegar el último fin de semana de agosto, se desplazan a esta villa segoviana con intención de disfrutar de unas fiestas diferentes, pues en Cuéllar se percibe la antigüedad de sus encierros, conservando el tramo por el campo, además de urbano, se huele la tradición, y es que son casi 800 años corriendo toros.
Peñas
Las muchas peñas que aliñan las fiestas de los encierros de Cuéllar, se dividen en oficiales y no oficiales. Las oficiales son El Pañuelo, La Plaga, El Embudo, Panda El Peque y El Soto. Cualquier persona puede inscribirse en las peñas oficiales pagando una pequeña cuota y así implicarse en sus actividades desde la organización de las mismas. Las actividades promovidas por las peñas oficiales forman parte del programa de festejos.
Las peñas no oficiales intentan animar las calles y llenarlas de colorido de una forma informal y desenfadada, no formando parte de la organización oficial del programa de festejos, pero participando en estos de forma muy activa.

#### Romería de El Henar
El santuario de Nuestra Señora de El Henar, situado a unos cinco kilómetros de Cuéllar hacia el noroeste, es el centro de devoción más importante de toda la comarca. Tiene a su alrededor una zona recreativa dotada de distintos servicios para hacer más agradable la estancia de la gran cantidad de personas que acuden durante todo el año en excursiones y en otras fiestas, como la de los resineros, Henarillo, El Carmen, Santiago, etc., además de la romería de Nuestra Señora del Henar que se celebra el domingo anterior a San Mateo, entre el 14 y el 20 de septiembre.
La imagen de Nuestra Señora de El Henar es una talla del siglo XII, que se venera desde su aparición a un pastor allá por 1580. En el recinto del Santuario se encuentra la Fuente del Cirio, lugar en el que, según la tradición, estuvo oculta la imagen desde la invasión de los almohades hasta la fecha de su aparición. Pronto se levantó una ermita en honor de la Virgen, que se convirtió en templo en 1664 al incrementarse la devoción mariana. El pórtico es de piedra con escalinata y triple arco, aunque la fachada ha sido retocada en varias ocasiones. En 1759 se construyó el camarín, el crucero y el claustro adosado a la iglesia.
El camino hacia el santuario es una fiesta para los peregrinos que acuden a la romería, siendo ya casi una tradición beber agua de la "Fuente del Cirio", e incluso llenar algún cántaro con ella. En esta romería se experimentan momentos de gran religiosidad y emoción, sobre todo en la salida de la Virgen en procesión por la pradera que rodea el Santuario, así como en el canto de la salve ante la imagen. Pero además de por su sentido religioso, el Santuario del Henar presenta un gran atractivo desde el punto de vista ambiental, ya que se encuentra enclavado en una pradera arbolada, muy propicia para gozar del campo.

#### San Miguel
Festividad en honor al arcángel Miguel, patrón de Cuéllar, que se celebra el 29 de septiembre. Las actividades lúdicas y culturales colectivas junto con los encierrillos de promoción completan una agradable jornada festiva. También típico en Cuéllar es el chateo o echegaray, enriquecido desde hace unos años con el Concurso de Tapas, donde los bares y restaurantes compiten por elaborar la mejor tapa durante el fin de semana.

### Deporte
Cuéllar cuenta con un club de fútbol sala, el F.S. Cuéllar-Cojalba, fundado en 1994 tras la unión del F.S. Cuéllar y el Sporting Cojalba (). El primero de ellos llegó a competir en División de Honor a principios de la década de 1990.[cita requerida]
Debido a la pandemia de la COVID, el club decidió no salir a competir en la temporada 2020/2021, siendo de los pocos equipos que lo hizo en toda España, lo que le supuso el descenso de categoría.
Desde la temporada 2021/2022 el F.S. Cuéllar-Cojalba milita en la Tercera División del fútbol sala nacional.
Su pabellón, el Municipal Santa Clara albergó los partidos del F.S. Cuéllar en la máxima categoría y 30 años más tarde dos partidos de la LNFS que jugó como local el Segovia Futsal en octubre de 2018.

### Gastronomía
Son conocidos los famosos asados de lechazo de la comarca así como los buenos caldos de la zona. Sopas castellanas, caracoles, cardos, rabo de toro, y los famosos productos de la huerta (endibias, remolachas, patatas, tomates, fresas, etc.).

### Medios de comunicación
Actualmente Cuéllar cuenta con una emisora de radio: Radio Cuéllar, perteneciente a la Cadena Ser. Su sintonía es 90.6 FM en el municipio y alrededores.
La emisora está situada en la calle Padre Balbino Velasco.
Además cuenta con un periódico digital propio: esCuellar

## Ciudades hermanadas
- Chiapa de Corzo (México, desde el 6 de diciembre de 2013)